# 突襲范寧島
突襲范寧島是德國在一戰時的一場成功突襲，其目標是切斷范寧島的電纜系統。1914年9月7日，德國海軍中將馬克西米連·馮·斯比率領東亞分艦隊橫越太平洋前往南美洲的途中，派出麾下紐倫堡號小巡洋艦及泰坦尼亞號（Titania）煤船向范寧島發起突襲。

## 背景
1888年，大英帝國併吞了范寧島，隨後英國通訊公司「纜線與無線（Cable and Wireless）」為了在中太平洋上鋪設海底電纜，便在島上建立了中繼站。這座中繼站是全紅線的一部份，連接澳洲、紐西蘭、加拿大再到英國。
1914年8月一戰爆發後，德國海軍中將馬克西米連·馮·斯比率領東亞分艦隊駛離青島基地。斯比意圖將艦隊帶往南美，他認為那邊可能比較好襲擊英國商船。9月6日，斯比在橫越太平洋的途中，派出紐倫堡號小巡洋艦及泰坦尼亞號（Titania）煤船去調查英國在范寧島的布設，並要求摧毀當地的無線站。

## 突襲過程
1914年9月7日早晨，德軍紐倫堡號小巡洋艦在掛著法國國旗的偽裝下接近范寧島。工作人員注意到了法國國旗，於是在旗桿上懸掛了英國國旗。而當這些人注意到那是偽裝時，德軍水兵已經成功登島。當地指揮官在要被德軍抓住時，向蘇瓦發出警告：「是紐倫堡號；他們正在開火。」（It's the Nürnberg; they are firing.）
德軍隨後嚴重破壞了電纜站，使其無法使用，並切斷該島的海底電纜。他們還搗毀了零件與儀器，並使用輕武器和炸藥將發動機徹底摧毀。德軍還沒收了文件、步槍及彈藥，並切斷了旗桿。但島民們認為德軍具專業精神且態度禮貌。當地最終物資損失為十五萬美元。
英國直到兩星期後才重建了當地的通訊。

## 註腳
1. ↑  Taltavall, J.B. .  32 21. New York, New York. 1914-11-01: 586.
2. 1 2  .   [2014-08-26]. （原始内容存档于2014-08-30）.
3. ↑  Herwig, pp. 155–156
4. ↑  Halpern, p. 88
5. ↑  .   [2014-08-26].
6. ↑   (PDF).   [2014-08-26]. （原始内容 (PDF)存档于2014-09-03）.
7. ↑  Taltavall, J.B. .  32 21. New York, New York. 1914-11-01: 587.

## 延伸閱讀
- Gray, J.A.C. Amerika Samoa, A History of American Samoa and its United States Naval Administration.  Annapolis: United States Naval Institute. 1960.

53°28′S 55°04′W / 53.467°S 55.067°W